# Matilda Jungstedt
Matilda Emilia Charlotta Jungstedt-Reuterswärd (Norrköping, Suecia; 13 de octubre de 1864 - Östermalm, Estocolmo; 21 de noviembre de 1923) fue una cantante de ópera sueca.

## Biografía
Nació en Norrköping, hija de Johan Nils Jungstedt y Matilda Sundius. Hermana de los pintores Axel y August Jungstedt. 
Asistió al Real Conservatorio de Música de 1884 a 1888, estudiando canto con Julius Günther y Fritz Arlberg y plástica con Signe Hebbe. 
Después de participar en el Teatro Real, donde debutó en 1889 como la reina de las montañas en El montañero [Den bergtagna] de 1889, continuó sus estudios de canto con Désirée Artôt en París de 1890 a 1891, y más tarde con Raimund von Zur Mühlen en Londres. 
Tras una temporada en el Stora Teatern de Gotemburgo, regresó al Teatro Real, donde participó en 1888-1890, 1892-1906 y 1908-1910, realizó presentaciones como estrella invitada en Noruega, Dinamarca y Finlandia. Entre 1906 y 1908 trabajó en el Teatro Oscar de Estocolmo.
Estuvo activa en la Ópera Real de Estocolmo desde 1888.
Sus papeles incluyen: Leonora, Orfeo, Carmen, Dalila, Amneris en Aida, Ortrud en Lohengrin, Valquiria, Querubín en Las bodas de Fígaro, Nicklaus en Los cuentos de Hoffmann y Boccaccio.
Recibió el premio Litteris et artibus en 1894 y fue elegida miembro n.º 544 de la Real Academia de Música el 24 de marzo de 1915.
Estuvo casada de 1891 a 1899 con el cantante y director de ópera Emil Linden y desde 1905 con el artista Fritz Reutersvärd. Era la madre del artista Kurt Jungstedt. También era la madre de Clarence Jungstedt, que murió a los 17 años.
Matilda Jungstedt está enterrada en el Cementerio del Norte en las afueras de Estocolmo.